# Tonkō Horikawa
Tonkō Horikawa   (Nakanojō, 1937 - Yugawara, 28 de març de 2020) fou un  productor de sèries de televisió i director de cinema japonès.

## Obres
- 2001: Sennen no Koi - Hikaru Genji Monogatari: adaptació de l'obra clàssica japonesa Genji Monogatari. (pel·lícula)
- 2002: Eki ni tatsu hito (TV)
- 2005: Sokoku (TV)